# Феодор-варяг і син його Іван

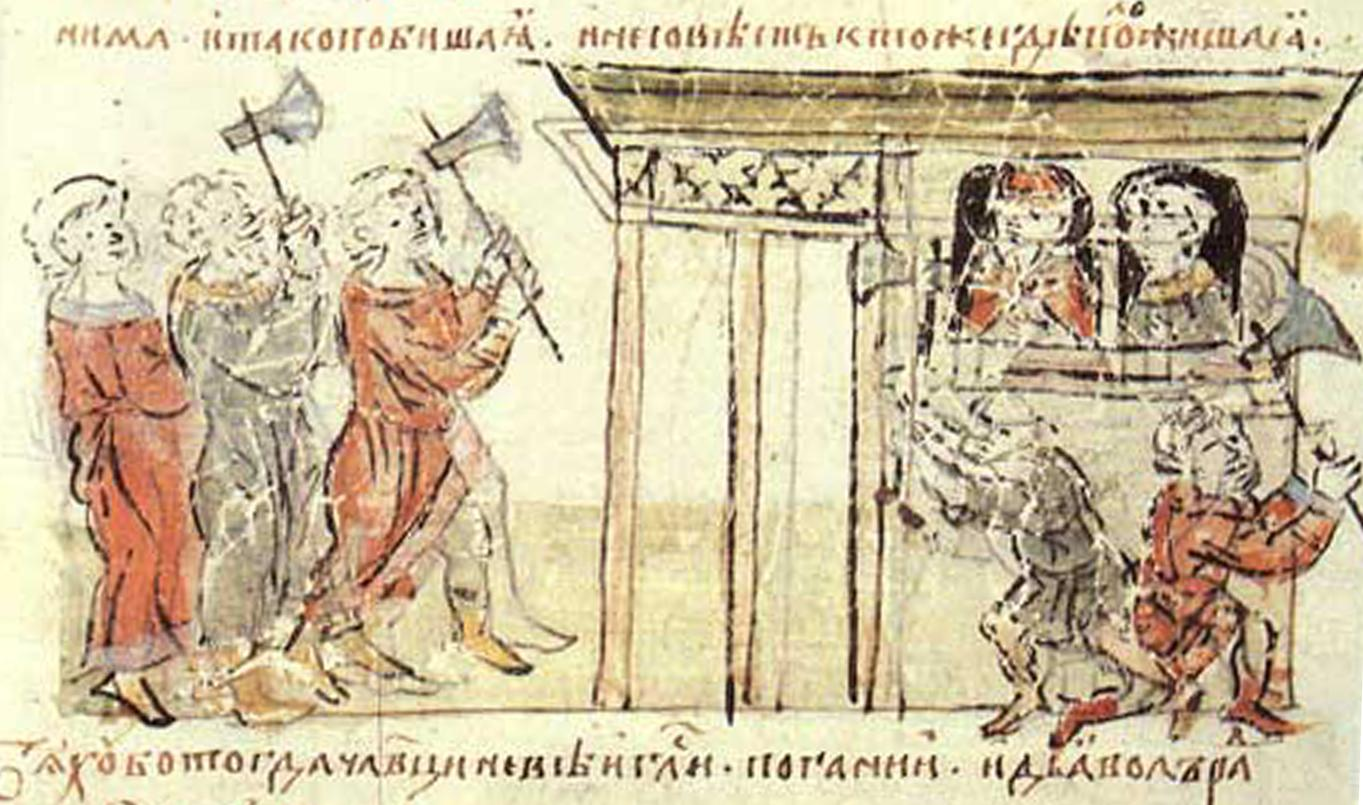
Вбивство Феодора Варяга і сина його Івана. Радзивіловський літопис

 Феодор Варяг і син його Іоанн  —  християни, що стали першими відомими мучениками на  Русі за віру.
 День пам'яті відзначається 25 липня (12 липня за  старим стилем).

## Життєпис
Народжений в X столітті, Феодор тривалий час служив у Візантії, де прийняв святе Хрещення. Потім переїхав жити в місто Київ. У Феодора був син, який також як і він сповідував християнство. Він був одним з найкращих княжих дружинників.
У старовинних рукописах зустрічаються наступні написання язичницького імені Феодора: Тур (скандинавське Тор) і Утор (скандинавське Оттар)

### Вбивство
Згідно традиційної  агіографії ПЦУ, вони постраждали за  Христа від язичників. Останні, підбурювані жерцями, вбили юнака Івана, який за жеребом повинен був бути принесений в жертву ідолам, і його батька Феодора, який протистояв натовпу і викривав марноту її ідолів. В  повісті минулих років Нестор Літописець повідомляє про них наступне: 
 І сказали старці і бояри: "Кинемо жереб на хлопця і дівчину, на кого він упаде, того й заріжемо в жертву богам ". Був тоді варяг один, а двір його стояв там, де зараз церква святої Богородиці, яку побудував Володимир. Прийшов той варяг із Греків і сповідував християнську віру. І був у нього син, прекрасний особою і душею, на нього-то і жереб упав, по заздрості диявола. Бо не терпів його диявол, який має владу над усіма, а цей був йому наче терен у серці, і прагнув погубити його окаянний і нацькував людей. І послані до нього, прийшовши, сказали: «На сина твойого упав жереб, обрали його собі боги, так учинимо жертву богам». І сказав варяг: "Не боги це, а дерево: нині є, а завтра згниє; не їдять вони, не п'ють, не говорять, але зроблені руками з дерева. Бог же один, йому служать греки і поклоняються; сотворив він небо, і землю, і зорі, і місяць, і сонце, і людину і присвятив його жити на землі. А ці боги що зробили? Самі вони зроблені. Не дам сина свого бісам ". Пішовши, повідали про все людям. Ті ж, взявши зброю, пішли на нього і рознесли двір. Варяг же стояв на сінях із сином своїм. Сказали йому: «Дай сина свого, та принесемо його богам». Він же відповів: "Якщо вони боги є, то нехай пошлють одного з богів і візьмуть мого сина. А ви-то навіщо приносите їм жертви? ". І кликнули, і підсікли під ними сіни, і так їх убили. . І не відає ніхто, де їх поклали — Повість временних літ на сайті «Давньоруська література»
Точна дата загибелі варягів Феодора та Іоанна невідома. За основною версією,
вони загинули 12 липня 978 року, на наступний день після початку першого періоду урочистості язичництва в Києві, пов'язаного з походом Володимира на Київ та його вокняженям 11 липня 978 року, що супроводжувався вознесінням подяки богам та вчиненням ритуальних вбивств. Його похід на Київ у тому році крім військово-політичних цілей переслідував також і релігійні завдання: то була спроба русько-варязького  язичництва придушити зачатки християнства в Києві. Вважається також, що це подія могла статися пізніше — влітку 983 року, в період повстання язичників по всьому слов'яно-німецькому світу.
Вважається
що події, пов'язані з кончиною Феодора та Іоанна в певній мірі вплинули на рішення Володимира стати християнином. Його потрясло те, що трапилося, а саме та мужність, з якою варяг Феодор наодинці протистояв натовпу розлючених киян, яке могло бути явлено лише при захисті праведної справи.

## Археологічні дослідження
За припущенням деяких істориків, під час  археологічних розкопок в 1908 році біля стін Десятинної церкви були виявлені залишки будинку варяга, що представляли собою зруйнований двоповерховий дерев'яний зруб розміром 5 , 5 на 5,5 метрів

## Пам'ять

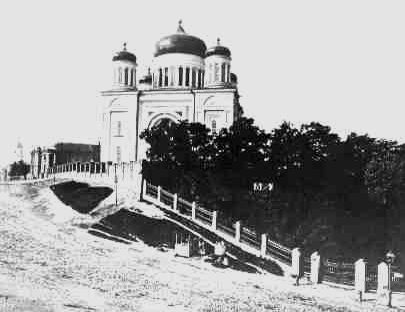
Десятинна церква в XIX столітті

- На місці мученицької смерті варягів Володимир Великий спорудив згодом  Десятинну церкву Успіння Пресвятої Богородиці — перший кам'яний храм Києва, освячений 12 травня 996.